# Verwaltungsgemeinschaft Klötze

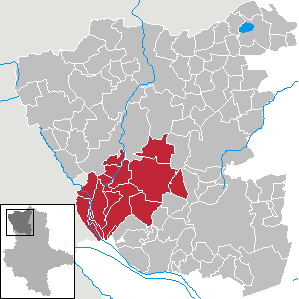
Lage der VG Klötze im Altmarkkreis Salzwedel

Bis zum 31. Dezember 2004 bestand die Verwaltungsgemeinschaft Klötze im Altmarkkreis Salzwedel im Nordwesten des Landes Sachsen-Anhalt aus den Gemeinden Neuendorf und Schwiesau sowie der Stadt Klötze.
Im Zuge der Kommunalreform wurde diese aufgelöst und zum 1. Januar 2005 mit den neun Gemeinden der aufgelösten Verwaltungsgemeinschaft Jeetze-Ohre-Drömling die neue Verwaltungsgemeinschaft Klötze gebildet.
In dieser Verwaltungsgemeinschaft waren seit dem 1. Januar 2005 zwölf Gemeinden zusammengeschlossen. Die Verwaltungsgemeinschaft bestand bis zum 31. Dezember 2009.
Am 1. Januar 2010 wurden die Mitgliedsgemeinden in die Stadt Klötze eingemeindet und die Verwaltungsgemeinschaft aufgelöst.
Sitz der Verwaltungsgemeinschaft war die Stadt Klötze. Auf einer Fläche von 278,27 km² lebten 11.453 Einwohner (2008).

## Die ehemaligen Mitgliedsgemeinden mit ihren offiziellen Ortsteilen
- Dönitz mit Altferchau und Schwarzendamm
- Immekath
- Jahrstedt mit Böckwitz
- Stadt Klötze mit Nesenitz
- Kunrau mit Rappin
- Kusey mit Röwitz
- Neuendorf mit Hohenhenningen, Lockstedt und Siedentramm
- Neuferchau
- Ristedt mit Neu Riestedt
- Schwiesau
- Steimke
- Wenze mit Quarnebeck und Trippigleben